# بوراک داکاک
بوراک داکاک در 8 ژوئن 1998 در آنکارا ترکیه به دنیا آمد. او بازیگری است که برای زندگی (2023) ، روزهای زیبا (2022) و گودال (2016) شناخته شده است .
او فعالیت هنری خود را از 10 سالگی با بازی در فیلم Doğruluk Ekseni  در نقش Servet آغاز کرد .
از فیلم‌ها یا برنامه‌های تلویزیونی که وی در آن نقش داشته‌است می‌توان به ایزل، ماه‌پیکر، گلپری و گودال در نقش آکین کوچوالی اشاره کرد که با این نقش در سینمای ترکیه و ایران دیده شد.